# محوطه آسیا وشه ۱
محوطه آسیا وشه ۱ مربوط به سده‌های میانه دوران‌های تاریخی پس از اسلام است و در شهرستان ماسال، بخش شاندر من، دهستان شاندرمن، روستای خشکه دریا واقع شده و این اثر در تاریخ ۲۶ دی ۱۳۸۶ با شمارهٔ ثبت ۲۰۶۱۴ به‌عنوان یکی از آثار ملی ایران به ثبت رسیده است.